# Denis Omerbegović
Denis Omerbegović (rođen 11. marta 1986.) je bosanskohercegovački fudbaler koji je igrao za švajcarski FK St. Otmar SG.

## Biografija
Denis Omerbegović je rođen u Zvorniku 11. marta 1986. godine. Pored državljanstva Bosne i Hercegovine, poseduje i nemačko državljanstvo. 

## Karijera
Pre dolaska u Dortmund, Omerbegović je igrao u drugoj ligi profesionalnog nemačkog fudbala, 2. Bundesligi za LR Rot Veis Alen.  Posle tri godine u Dortmundu, napustio je i pridružio se četvrtoligašu SV Elversbergu. U januaru 2011. vratio se u 2. Bundesligu.
Od 8. juna 2011. godine Denis odlazi u Rumuniju gde nastavlja karijeru u FK Čahlaul. Od 2013. do 2019. godine igrao je za nekoliko nemačkih i švajcarskih klubova. 

## Spoljašnje veze
- Denis Omerbegović at kicker.de
- Denis Omerbegović на сајту Fussballdaten.de (језик: немачки)